# Arpenans
Arpenans ist eine Gemeinde im französischen Département Haute-Saône in der Region Bourgogne-Franche-Comté.

## Geographie
Arpenans liegt auf einer Höhe von 322 m über dem Meeresspiegel, sieben Kilometer nordnordwestlich von Villersexel und etwa 19 Kilometer östlich der Stadt Vesoul (Luftlinie). Das Dorf erstreckt sich im zentralen Teil des Departements, an erhöhter Lage zwischen den Tälern von Lauzin im Westen und Ruisseau de Fondrison im Osten, am Nordfuß des Mont Gédry.
Die Fläche des 11,80 km² großen Gemeindegebiets umfasst einen Abschnitt in der gewellten Landschaft zwischen dem Becken von Vesoul im Westen und dem Flusstal des Ognon im Osten. Der zentrale Teil des Gebietes wird von einem Plateau eingenommen, das durchschnittlich auf 300 m liegt. In diesem Plateau befindet sich die Mulde des Ruisseau de Fondrison. Begrenzt wird die Fläche im Westen durch die Alluvialniederung des Lauzin. Sie weist eine Breite von ungefähr fünf Kilometern auf und liegt auf 280 m. In der Niederung befinden sich mehrere Weiher. Die östliche Abgrenzung markiert der Ruisseau des Pontcey in der Alluvialebene des Ognon. Landwirtschaftliche Nutzung herrscht auf dem Plateau vor. Gegen Osten gibt es größere Waldflächen, darunter der Bois des Grandes Lochères.
Nach Norden erstreckt sich das Gemeindeareal bis zur Anhöhe des Bois du Fays (330 m). Südlich des Dorfes erhebt sich die Kuppe des Mont Gédry, auf dem mit 416 m der höchste Punkt von Arpenans erreicht wird. In geologisch-tektonischer Hinsicht ist das Gelände zur Hauptsache aus einer Wechsellagerung von sandig-mergeligen und kalkigen Sedimenten aufgebaut, die während der Lias (Unterjura) abgelagert wurden. Der Mont Gédry besteht aus einer widerstandsfähigen Kalkschicht der mittleren Jurazeit.
Nachbargemeinden von Arpenans sind Mollans und Vy-lès-Lure im Norden, Les Aynans im Osten, Aillevans und Oricourt im Süden sowie Montjustin-et-Velotte im Westen.

## Geschichte
Reste von Mauerfundamenten aus der gallorömischen Zeit weisen auf eine sehr frühe Besiedlung des Gebietes hin. Erstmals urkundlich erwähnt wird Arpenans im Jahr 1275 unter dem Namen Erpenans. Seit 1431 ist die heutige Schreibweise überliefert. Im Mittelalter gehörte das Dorf zur Freigrafschaft Burgund und darin zum Gebiet des Bailliage d’Amont. Arpenans war im 14. Jahrhundert Teil der Gebiete von Vy und Arguel. Zusammen mit der Franche-Comté gelangte das Dorf mit dem Frieden von Nimwegen 1678 definitiv an Frankreich. Heute ist Arpenans Mitglied des 22 Ortschaften umfassenden Gemeindeverbandes Communauté de communes du Pays de Lure.

## Sehenswürdigkeiten
Die Kirche Saint-Valère stammt ursprünglich aus dem 12. Jahrhundert, wurde aber im 18. Jahrhundert weitgehend neu erbaut. Vom Vorgängerbau blieben der romanische Chorraum und eine gotische Seitenkapelle erhalten. Hinter der Kirche steht ein schmiedeeisernes Kreuz aus dem 18. Jahrhundert. Eine weitere Sehenswürdigkeit bildet die restaurierte Statue der Vierge du Mont Gédry oberhalb des Dorfes.

## Bevölkerung
| Jahr                       | 1962 | 1968 | 1975 | 1982 | 1990 | 1999 | 2006 |
| Einwohner                  | 219  | 219  | 195  | 216  | 186  | 190  | 214  |
| Quellen: Cassini und INSEE |      |      |      |      |      |      |      |

Mit 242 Einwohnern (1. Januar 2022) gehört Arpenans zu den kleinen Gemeinden des Département Haute-Saône. Nachdem die Einwohnerzahl in der ersten Hälfte des 20. Jahrhunderts deutlich abgenommen hatte (1886 wurden noch 437 Personen gezählt), wurden seit Beginn der 1960er Jahre nur noch geringe Schwankungen verzeichnet.

## Wirtschaft und Infrastruktur
Arpenans war bis weit ins 20. Jahrhundert hinein ein vorwiegend durch die Landwirtschaft (Ackerbau, Obstbau und Viehzucht) und die Forstwirtschaft geprägtes Dorf. Heute gibt es einige Betriebe des lokalen Kleingewerbes, darunter ein Molkereigeschäft. In den letzten Jahrzehnten hat sich das Dorf zu einer Wohngemeinde gewandelt. Viele Erwerbstätige sind deshalb Wegpendler, die in den größeren Ortschaften der Umgebung ihrer Arbeit nachgehen.
Die Ortschaft liegt abseits der größeren Durchgangsachsen an einer Departementsstraße, die von Mollans nach Villersexel führt. Weitere Straßenverbindungen bestehen mit Les Aynans und Montjustin.